# نياجارا-أون-ذا-ليك (أونتاريو)
نياجارا-أون-ذا-ليك، أونتاريو (بالإنجليزية: Niagara-on-the-Lake)‏ هي مدينة كندية تقع في مقاطعة أونتاريو. تبلغ مساحة هذه المدينة 132.8288 (كم²)، ويبلغ عدد سكانها 14587 نسمة حسب إحصاء سنة 2006 م، بينما كان يسكنها 13839 نسمة في سنة 2001 م. تحتل هذه المدينة المرتبة رقم 263 بين مدن كندا حسب عدد السكان والمرتبة رقم 102 في المقاطعة. نما عدد السكان في هذه المدينة بنسبة (5.4) بين العامين المذكورين.

## أعلام
- هيو جاي تشيشولم
- كيت كروكس
- هنري ويليام ألان

## وصلات خارجية
- الأطلس الحكومي لكندا
- إحصاءات كندا مع ساعة تعداد السكان